# Nils Albrecht
Nils Albrecht (* 15. Januar 1966 in Rostock) ist ein deutscher Politiker der CDU.
Albrecht ließ sich nach dem Besuch der Polytechnischen Oberschule in Rostock-Brinckmansdorf zum Elektromonteur ausbilden. Lehrbetrieb war die VEB Starkstromanlagenbau Rostock, welche heute Siemens gehört. Nach seinem einjährigen Grundwehrdienst studierte er an der Fachschule Berlin-Lichtenberg mit der Fachrichtung Elektroenergieanlagen. Von 1988 bis zur Auflösung 1990 war er als Ingenieur beim VEB Starkstromanlagenbau Rostock tätig, danach war er Verkaufsingenieur und Unternehmensberater, 1998 wurde er Vertriebsbeauftragter.
1996 trat Albrecht in die CDU ein, bei der er im Vorstand des Kreisverbandes Rostock saß, er gehörte auch der parteiinternen kommunalpolitischen Vereinigung an. 1999 wurde er in die Bürgerschaft der Hansestadt Rostock gewählt. Am 27. Juli 2001 rückte er für den ausgeschiedenen Arthur König in den Landtag von Mecklenburg-Vorpommern nach und gehörte diesem bis zum Ende der Wahlperiode 2002 an. Er war arbeitsmarktpolitischer Sprecher der CDU-Landtagsfraktion.
Albrecht ist verheiratet und hat drei Kinder.